# Michaelsberg (Untergrombach)
Der Michaelsberg bei Untergrombach ist ein 268,8 m ü. NHN hoher Berg am westlichen Rand des Kraichgaus. Als Ziel von Wallfahrern und auch als eines der ersten Naturschutzgebiete des deutschen Südwestens ist er eine Landmarke am Oberrhein. Bei klarem Wetter können mit ungehindertem Blick vom Michaelsberg aus die Rheinebene bis zu den Pfälzer Bergen, die Höhen des Nördlichen Schwarzwaldes sowie die Berge des Odenwaldes bei Heidelberg erkannt werden. Bei sehr guter Sicht sind sogar der Donnersberg (75 km Entfernung), der Große Feldberg (127 km Entfernung) und der Große Belchen (170 km Entfernung) zu sehen.
Auf dem Berg steht die Michaelskapelle.

## Geschichte
Mit Funden der nach dem Berg benannten Michelsberger Kultur aus der Siedlungsgeschichte der Jungsteinzeit (spätes 5. und 4. Jahrtausend v. Chr.) wurde der Michaelsberg in der Archäologie bereits ab 1884 bekannt.
Von 1346 stammt die erste urkundliche Erwähnung einer Kapelle. 1472 wurde eine neue Kapelle errichtet, die bereits 1584 wieder zerfallen war. Die jetzige Michaelskapelle wurde 1742–1744 unter dem Speyrer Fürstbischof Damian Hugo von Schönborn erbaut. Drei Altäre, eine barocke Kanzel aus der ehemaligen Hambrücker Pfarrkirche, Deckengemälde sowie die Figuren der vierzehn Nothelfer sind bemerkenswert und schmücken das Innere des Gotteshauses.

## Naturschutzgebiet

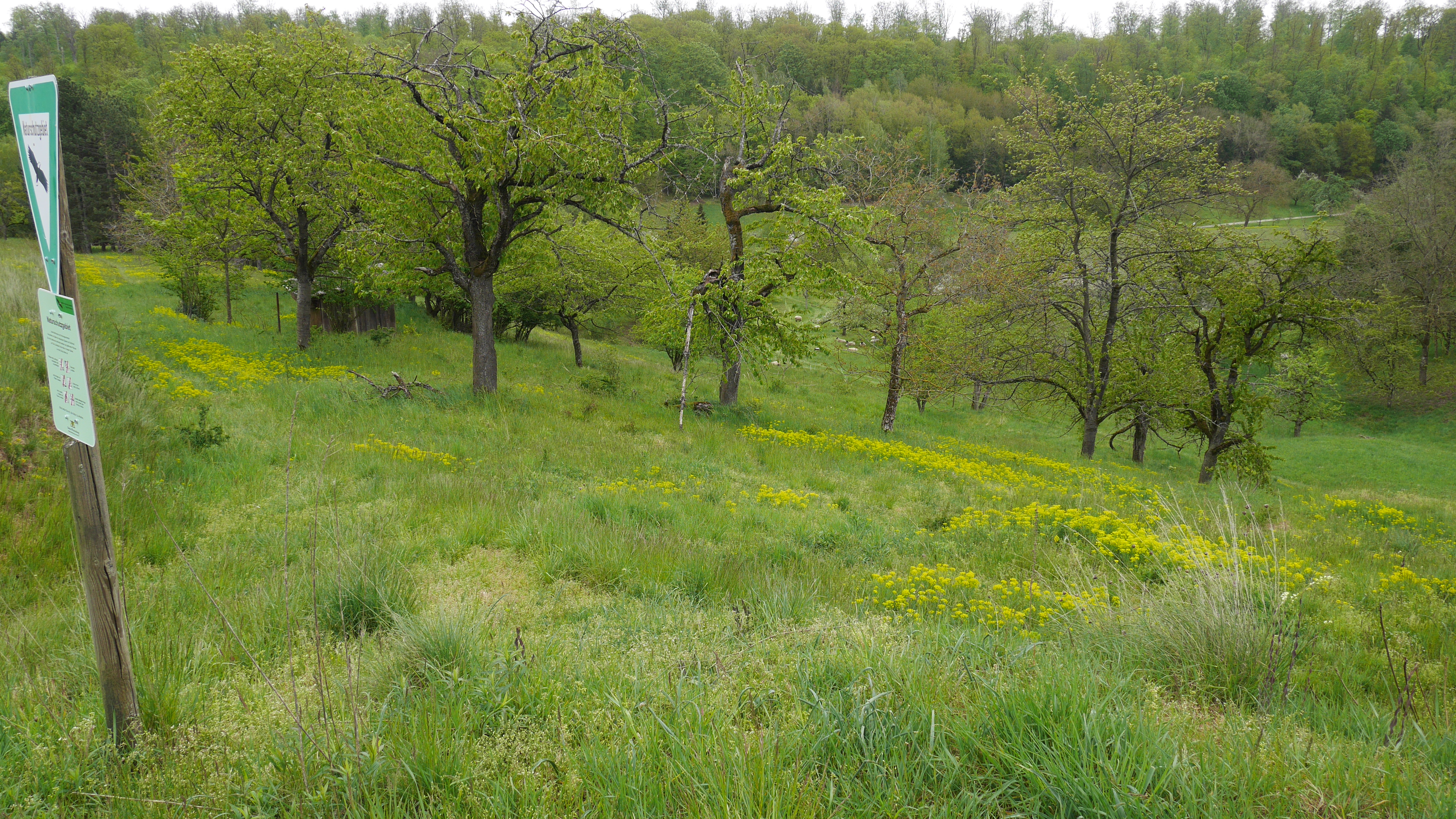
Michaelsberg Tal mit NSG

Das Naturschutzgebiet am nahen Kaiserberg hat eine Fläche von 7,89 Hektar. Das Regierungspräsidium Karlsruhe bildete mit Verordnung vom 4. Dezember 1979 das Schutzgebiet unter der Nummer 2.035. Bereits am 6. August 1934 waren am Kaiserberg gemeindeeigene Flächen durch Beschluss des Gemeinderats von Untergrombach zum Naturschutzgebiet erklärt worden. Das damals zuständige Kultusministerium in Karlsruhe bestätigte diesen Beschluss noch im gleichen Jahr und erklärte ihn für rechtswirksam.
Ein weiteres Naturschutzgebiet entstand am 2. April 1996 unter dem Namen Michaelsberg und Habichtsbuckel, es hat die Schutzgebietsnummer 2200 und eine Größe von insgesamt 49,6 Hektar. Dieses Gebiet besteht aus fünf Teilflächen:
- Erweiterungsfläche zum bestehenden Naturschutzgebiet Kaiserberg westlich der Kapelle am Michaelsberg sowie südlich und östlich des bestehenden Naturschutzgebiets (rund 6,6 ha).
- Flächen des Michaelsbergs. Sie erstrecken sich bis in die Talklinge im Übergangsbereich zum Eichelberg (rund 30,6 ha).
- Der Hohlweg am Lärmenfeuer. Geschützt wird die westliche Böschung dieses Zufahrtswegs zur Michaelskapelle (rund 0,7 ha).
- Der Aufschluss am Rummler. Der Steinbruch mit angrenzenden Streuobstwiesen befindet sich am Südhang des Michaelsbergs (rund 2,6 ha).
- Das Gewann Weiertal und Teile des Gewanns Habichtsbuckel. Sie befinden sich südlich des Grombachs zwischen Unter- und Obergrombach (rund 10 ha).

Die beiden Naturschutzgebiete werden großräumig ergänzt durch ein umgebendes Landschaftsschutzgebiet, das den Namen Michaelsberg-Eichelberg führt und 388,01 Hektar groß ist. Es wurde durch Verordnung des Landratsamts Karlsruhe vom 29. Januar 1975 mit der Schutzgebietsnummer 2.15.025 gebildet.

## Sage
Der Sage nach wurden alle neugeborenen Untergrombacher erst vom Klapperstorch aus dem „Kindlesbrunnen“ geholt.

## Veranstaltungen 2009
Im Jahr 2009 wurde zwischen April und Dezember ein großes Kulturprogramm mit 40 Veranstaltungen um den Michaelsberg abgehalten.

## Bilder

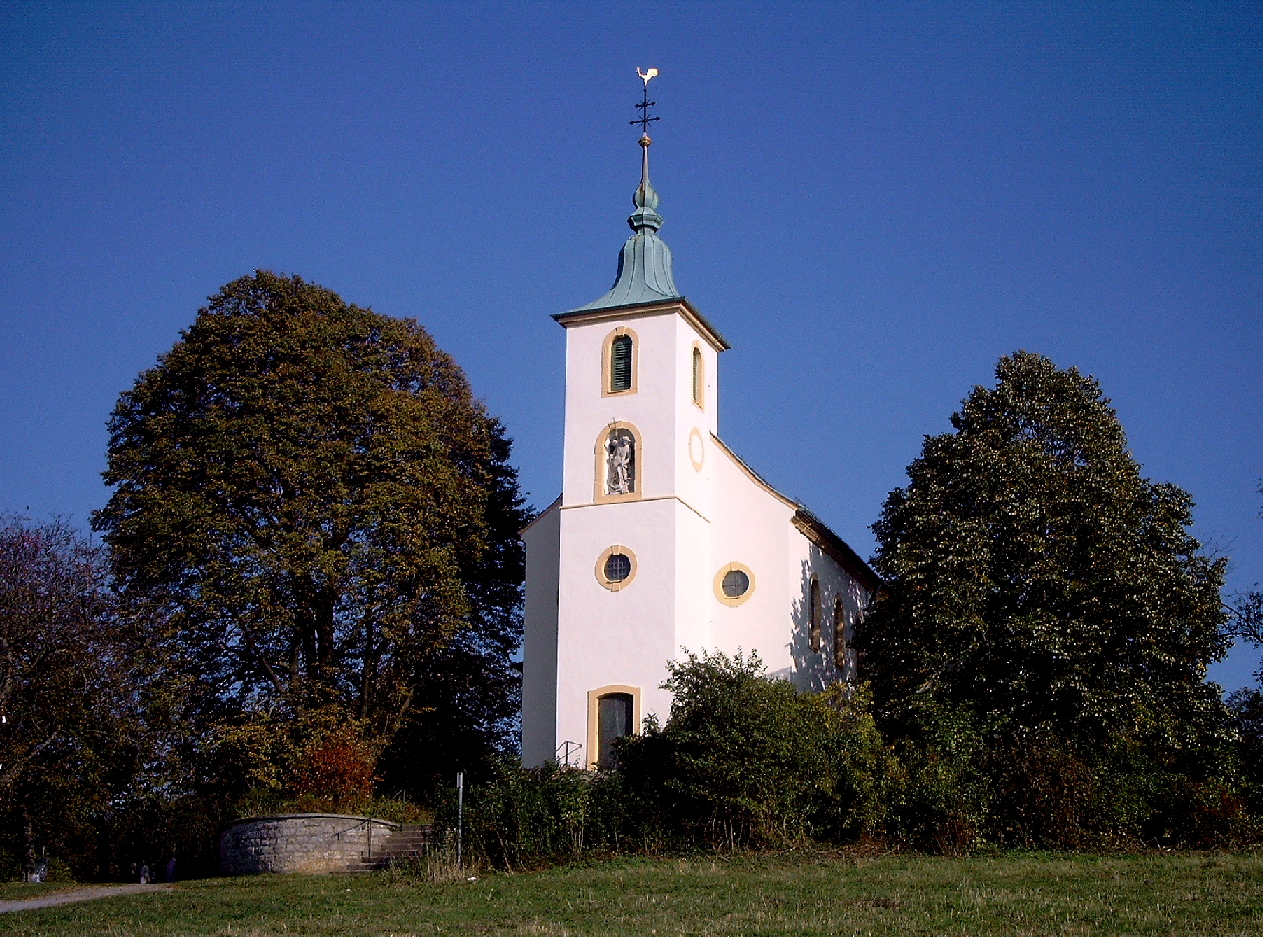
Die Michaelskapelle nach der Renovation Oktober 2007
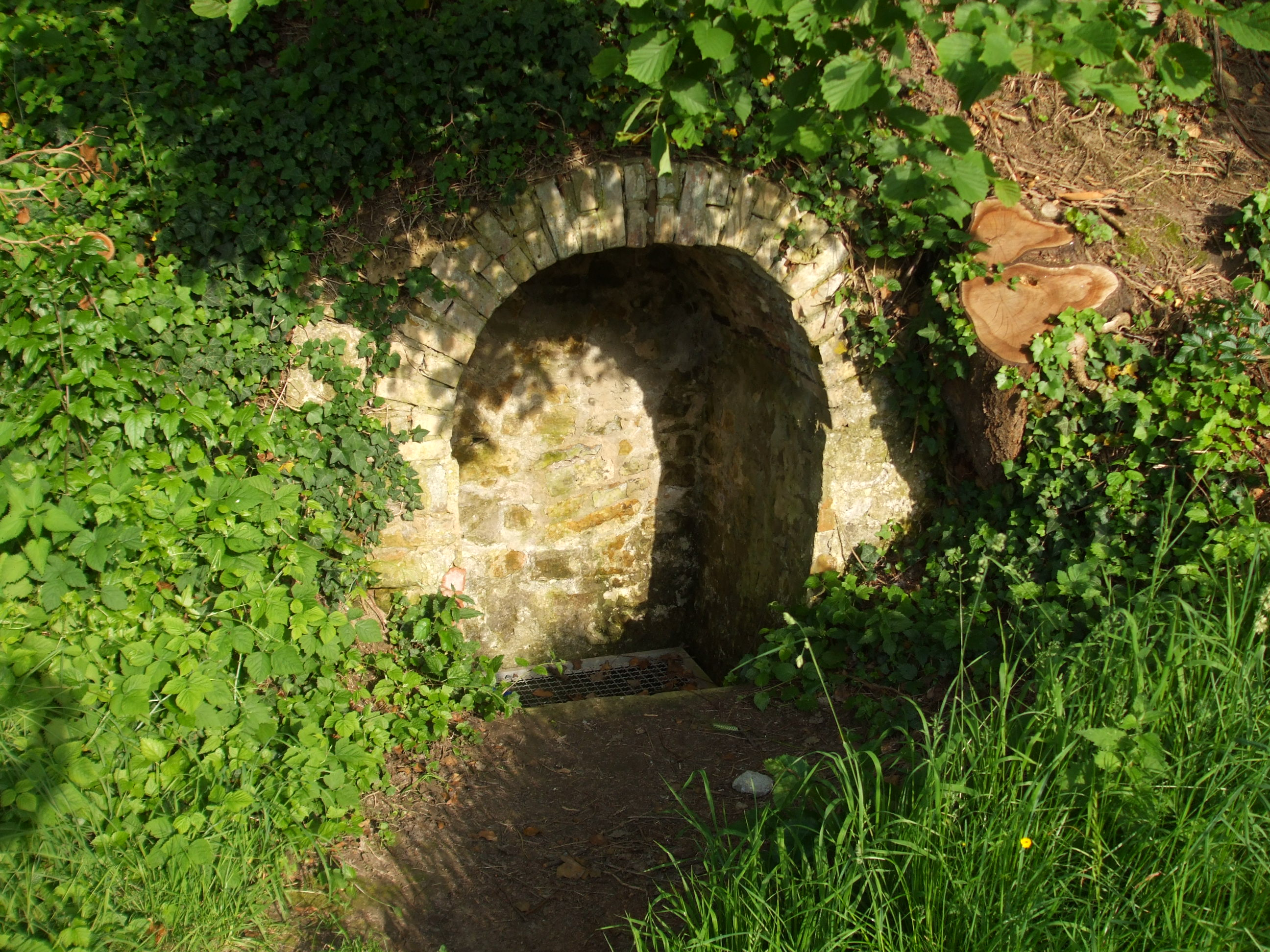
Der „Kindlesbrunnen“ auf dem Michaelsberg
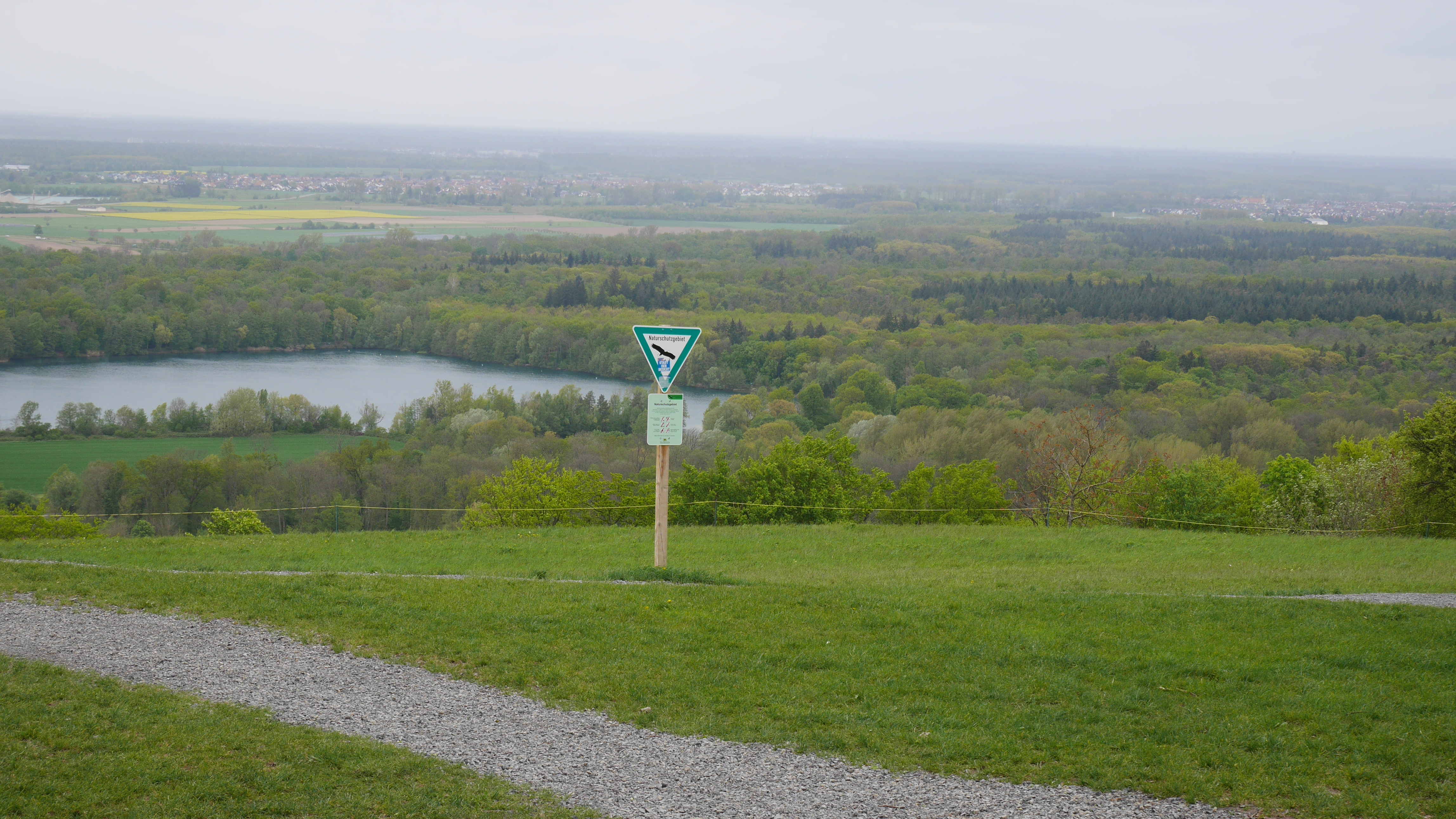
Blick auf Baggersee Metzgerallmend